# Podem
Podem (bulgariska: Подем) är ett distrikt i Bulgarien.   Det ligger i kommunen Obsjtina Dolna Mitropolija och regionen Pleven, i den centrala delen av landet, 140 km nordost om huvudstaden Sofia.
Trakten runt Podem består till största delen av jordbruksmark. Runt Podem är det ganska tätbefolkat, med 179 invånare per kvadratkilometer.